# Бешишниця крапчаста
Бешишниця крапчаста (Swertia punctata) — вид квіткових рослин родини тирличевих (Gentianaceae).

## Біоморфологічна характеристика
Це багаторічна рослина. Стебла прості, прямовисні, голі, 13–35 см заввишки. Насіння переважно еліптичне, пласке, з широким крилом, блискуче, гладке, темно-коричневе, крило бліде.

## Поширення
Болгарія, Румунія, Україна.
Населяє торф'яні альпійські луки, береги річок і чагарники.
У ЧКУ має статус «вразливий».